# Hugo Cores Pérez
Hugo Cores Pérez (Villa Crespo, 7 de novembre de 1937 – Montevideo, 7 de desembre de 2006) va ser un activista polític uruguaià d'origen argentí.
Nascut a Villa Crespo, Argentina, Cores va ser un objectiu de la coneguda com «Operació Còndor», un moviment d'intel·ligència sud-americana dels anys 1970 a càrrec d'alguns governs dictatorials. No obstant això, a diferència del que va passar amb la seva companya Elena Quinteros, capturada i assassinada, Cores va aconseguir evitar l'execució. L'Operació Còndor també va ser responsable d'un altre incident que va involucrar víctimes de la dictadura, com és el cas del «Segrest dels uruguaians» el 1978 a Rio Grande do Sul. Cores va escriure una sèrie d'assajos polítics que parlen de la seva experiència. Així mateix, Cores va ser l'últim membre fundacional del Partit per la Victòria del Poble amb vida fins a la seva mort el 2006.